# مارتن روبرتس (مقدم تلفزيوني)
مارتن روبرتس (بالإنجليزية: Martin Roberts)‏ هو مقدم تلفزيوني بريطاني، ولد في 20 يوليو 1963 في وارينغتون في المملكة المتحدة.

## وصلات خارجية
- الموقع الرسمي
- مارتن روبرتس على موقع IMDb (الإنجليزية)
- مارتن روبرتس على موقع قاعدة بيانات الفيلم (الإنجليزية)